# Chrysomya sabroskyi
Chrysomya sabroskyi är en tvåvingeart som först beskrevs av Theowald 1959.  Chrysomya sabroskyi ingår i släktet Chrysomya och familjen spyflugor. Inga underarter finns listade i Catalogue of Life.